# Wielersport op de Olympische Zomerspelen 2016 – BMX vrouwen
De BMX voor de vrouwen op de Olympische Zomerspelen 2016 vond plaats van woensdag 17 tot en met vrijdag 19 augustus 2016. De Colombiaanse Mariana Pajón won de gouden medaille in 2012 en verdedigde de olympische titel met succes in Rio. In de plaatsingsronde probeerden deelneemsters een zo snel mogelijke tijd neer te zetten om een goede startplaats te krijgen in een van de twee halve finales. De finale vond plaats op 19 augustus 2016.

## Resultaten

### Plaatsingsronde
| rang | naam                 | land             | tijd   | tijd   |
| ---- | -------------------- | ---------------- | ------ | ------ |
| 1    | Mariana Pajón        | Colombia         | 34.508 | —      |
| 2    | Caroline Buchanan    | Australië        | 34.752 | +0.244 |
| 3    | Laura Smulders       | Nederland        | 35.114 | +0.606 |
| 4    | Stefany Hernández    | Venezuela        | 35.202 | +0.694 |
| 5    | Simone Christensen   | Denemarken       | 35.251 | +0.743 |
| 6    | Elke Vanhoof         | België           | 35.325 | +0.817 |
| 7    | Brooke Crain         | Verenigde Staten | 35.435 | +0.837 |
| 8    | Alise Post           | Verenigde Staten | 35.509 | +1.001 |
| 9    | Merle van Benthem    | Nederland        | 35.644 | +1.136 |
| 10   | Lauren Reynolds      | Australië        | 35.666 | +1.158 |
| 11   | Jaroslava Bondarenko | Rusland          | 35.682 | +1.174 |
| 12   | Manon Valentino      | Frankrijk        | 36.377 | +1.869 |
| 13   | Amanda Carr          | Thailand         | 36.464 | +1.956 |
| 14   | Nadja Pries          | Duitsland        | 37.152 | +2.644 |
| 15   | Priscilla Carnaval   | Brazilië         | 37.534 | +3.026 |
| 16   | María Gabriela Díaz  | Argentinië       | 40.073 | +5.565 |

### Halve finales

#### Halve finale 1
| rang | naam                | land             | rit 1  | rit 1 | rit 2    | rit 2 | rit 3    | rit 3 | totaal |   |
| rang | naam                | land             | tijd   | rang  | tijd     | rang  | tijd     | rang  | totaal |   |
| ---- | ------------------- | ---------------- | ------ | ----- | -------- | ----- | -------- | ----- | ------ | - |
| 1    | Mariana Pajón       | Colombia         | 34.642 | 1     | 35.098   | 1     | 34.479   | 1     | 3      | Q |
| 2    | Alise Post          | Verenigde Staten | 35.480 | 3     | 35.117   | 2     | 35.417   | 3     | 8      | Q |
| 3    | Stefany Hernández   | Venezuela        | 35.282 | 2     | 52.695   | 7     | 34.912   | 2     | 11     | Q |
| 4    | Manon Valentino     | Frankrijk        | 36.226 | 5     | 35.448   | 3     | 35.744   | 4     | 12     | Q |
| 5    | María Gabriela Díaz | Argentinië       | 39.669 | 8     | 38.965   | 4     | 38.625   | 5     | 17     |   |
| 6    | Amanda Carr         | Thailand         | 36.869 | 6     | 39.782   | 5     | 43.217   | 7     | 18     |   |
| 7    | Simone Christensen  | Denemarken       | 35.631 | 4     | 48.134   | 6     | 1:21.312 | 8     | 18     |   |
| 8    | Merle van Benthem   | Nederland        | 37.378 | 7     | 1:47.817 | 8     | 39.990   | 6     | 21     |   |

#### Halve finale 2
| rang | naam                 | land             | rit 1  | rit 1 | rit 2  | rit 2 | rit 3    | rit 3 | totaal |   |
| rang | naam                 | land             | tijd   | rang  | tijd   | rang  | tijd     | rang  | totaal |   |
| ---- | -------------------- | ---------------- | ------ | ----- | ------ | ----- | -------- | ----- | ------ | - |
| 1    | Laura Smulders       | Nederland        | 34.938 | 2     | 34.670 | 1     | 34.670   | 1     | 4      | Q |
| 2    | Brooke Crain         | Verenigde Staten | 35.095 | 3     | 35.405 | 2     | 34.891   | 2     | 7      | Q |
| 3    | Elke Vanhoof         | België           | 35.350 | 4     | 36.834 | 6     | 35.570   | 3     | 13     | Q |
| 4    | Jaroslava Bondarenko | Rusland          | 35.800 | 5     | 35.310 | 3     | 36.126   | 5     | 13     | Q |
| 5    | Caroline Buchanan    | Australië        | 34.523 | 1     | 35.405 | 4     | 1:21.586 | 8     | 13     |   |
| 6    | Lauren Reynolds      | Australië        | 35.800 | 6     | 53.373 | 7     | 36.017   | 4     | 17     |   |
| 7    | Nadja Pries          | Duitsland        | 36.864 | 7     | 36.683 | 5     | 38.540   | 7     | 19     |   |
| 8    | Priscilla Carnaval   | Brazilië         | 36.949 | 8     | 54.183 | 8     | 38.210   | 6     | 22     |   |

### Finale
| rang   | naam                 | land             | tijd     | tijd      |
| ------ | -------------------- | ---------------- | -------- | --------- |
| Goud   | Mariana Pajón        | Colombia         | 34.093   | —         |
| Zilver | Alise Post           | Verenigde Staten | 34.435   | +0.342    |
| Brons  | Stefany Hernández    | Venezuela        | 34.755   | +0.662    |
| 4      | Brooke Crain         | Verenigde Staten | 35.520   | +1.427    |
| 5      | Jaroslava Bondarenko | Rusland          | 36.017   | +1.924    |
| 6      | Elke Vanhoof         | België           | 39.538   | +5.445    |
| 7      | Laura Smulders       | Nederland        | 1:52.235 | +1:18.142 |
| 8      | Manon Valentino      | Frankrijk        | 2:41.109 | +2:07.016 |

2008: Anne-Caroline Chausson ·
2012: Mariana Pajón ·
2016: Mariana Pajón ·
2020: Beth Shriever ·
2024: Saya Sakakibara